# Sarah Heap
Sarah Heap är en fiktiv person skapad av Angie Sage.

## Kuriosa
Sarah kommer från Borgen och är gift med Silas Heap. Hon bodde först i Kringelkroken men flyttade senare till Borgen eftersom hennes adoptivdotter Jenna har blivit drottning vid det laget. Hon flyttar senare tillbaka till Kringelkroken tillsammans med sin man Silas. Hon har ett stort antal barn och är irriterad på att Simon och Septimus hela tiden bråkar.

### Ethel
Ethel är en anka som tillhör Sarah. Sarah älskar ankan högt och var nära att dö för att rädda ankan i Mörkret. Ethel får i epilogen i Mörkret en egen väska där huvud och fötter sticker ur. 